# Hydrografische apparatuur
Binnen de hydrografie wordt gebruikgemaakt van vele soorten apparatuur. Deze worden ingezet voor het opnemen van data, het verwerken van data en het presenteren van data. 
Om data te verkrijgen van de (zee)bodem wordt er vaak gebruikgemaakt van speciale apparatuur. Er zijn verschillende manieren om data te verkrijgen, meest voorkomende is het (single beam) echolood. Iets geavanceerder is een multibeam echolood, waarbij gelijktijdig meerdere bundels de diepte meten. Een side scan sonar wordt veel gebruikt om objecten te detecteren op de waterbodem. In ondiep water wordt gebruikgemaakt van akoestisch vegen.
Ook is een getijmeter nodig om de gemeten waterdiepte te kunnen refereren aan het juiste niveau, zoals Normaal Amsterdams Peil. Een geluidssnelheidsmeter is een apparaat dat de snelheid meet die geluid aflegt in het water, dit is nodig om echoloden goed te kunnen gebruiken (anders worden dieptes verkeerd vastgelegd). Doordat er gemeten wordt vanaf een boot heeft een hydrograaf vaak last van deining en golfslag. Die aspecten worden gecompenseerd door een bewegingscompensator.
De dieptes die worden gemeten moeten op de goede plaats worden vastgelegd. Als een diepte wordt gemeten op een bepaalde plaats dan moet die plaats gekoppeld worden aan een positie, met behulp van bijvoorbeeld GPS of RTK.
Op grotere dieptes moet ook vaak gewerkt worden. Bijvoorbeeld bij het aanleggen van een pijpleiding of controle daarvan. Een remotely operated vehicle (ROV) is dan handig. Deze apparatuur fungeert als een soort robot.
Om nóg dieper te kunnen meten onder de zeebodem is een parametrisch echolood een handig systeem. Dit is een echolood die door middel van lage frequenties dieper de bodem in kan kijken dan een normaal systeem, bijvoorbeeld voor het zoeken naar zand voor baggerprojecten.
Uiteindelijk moeten de verkregen data uitgewerkt worden. Speciale software helpt bij het verwerken van de data. Het uiteindelijk presenteren van de data vindt plaats met geografische informatiesystemen en door middel van (digitale) kaarten.

## Alfabetische opsomming van de apparatuur
| - ADCP - Airborne Laser Bathymetry - Artemis plaatsbepaling - Bewegingscompensator - dataverwerking - Deiningscompensator - DensiTune - DGPS - Differentieel netwerk | - ECDIS - Echolood - Geluidssnelheidsmeter - Getijmeter - Global Positioning System - LRK - magnetometer - Multibeam - Microfix | - MSAS - Multibeam echolood - Parametrisch echolood - Plaatsbepaling - ROV - RTK - Rooster (geometrie) - Side scan sonar - Transducer | - WAAS - Short Baseline(SBL) - Ultra Short Baseline |